# مدرسة أشبال الأمة (الجزائر)
مدرسة أشبال الأمة  مدرسة عسكرية تابعة للجيش الجزائري، تأسست عام 1963 تحت إسم أشبال الثورة حلت عام 1989 م ثم أعيد افتتاحها في 2008 بهدف تأسيس قطب امتياز لتكوين إطارات المستقبل لفائدة الجيش الوطني الشعبي

## التكوين
يتكون النظام الدراسي في هذه المدارس من خليط بين المنهج التعليمي الرسمي في الجزائر وبين التدريب العسكري للطلبة، وبعد 3 سنوات يجتاز التلاميذ امتحان البكالوريا (الثانوية العامة) الذي يسمح لهم في حال اجتيازه بالالتحاق بالأكاديمية العسكرية المتخصصة في تكوين ضباط الجيش والقوات الجوية والبحرية الجزائرية
ويلتحق أغلب الناجحين في شهادة البكالوريا من منتسبي مدارس أشبال الأمة في الجزائر بمدارس عسكرية متخصصة في تخريج الضباط، أما الناجحين في الطور المتوسط فيكملون الدراسة الثانوية بهذه المدارس.

## المدارس
1. مدرسة أشبال الأمة بوهران
2. مدرسة أشبال الأمة بالبليدة
3. مدرسة أشبال الأمة ببشار
4. مدرسة أشبال الأمة بالمسيلة
5. مدرسة أشبال الأمة تمنراست
6. مدرسة أشبال الأمة بجاية
7. مدرسة أشبال الأمة سطيف

## وصلة خارجية
- مدارس أشبال الأمة